# Anne Cuneo
Œuvres principales
- Station Victoria (1989)

Anne Cuneo, née le 6 septembre 1936 à Paris et morte le 11 février 2015 à Zurich,, est une metteur en scène, journaliste, traductrice, écrivaine, cinéaste et réalisatrice suisse, vaudoise.

## Biographie
D'origine italienne, fille de Lydia et d'Alberto, Anne Cuneo est née le 6 septembre 1936 à Paris. Après la mort de son père, elle est pensionnaire de divers orphelinats religieux en Italie, puis en Suisse. Elle passe une année à Londres et découvre la culture anglo-saxonne : l'anglais devient presque une troisième langue maternelle. Elle évoque ce moment décisif de son adolescence dans son premier roman Station Victoria. De retour en Suisse, elle fait des études secondaires et universitaires à Lausanne et suit une formation comme conseillère en publicité et comme journaliste. Dès 1973, elle travaille comme assistante, scénariste, réalisatrice de cinéma et journaliste-réalisatrice à la Télévision suisse romande ainsi qu'à SF DRS. Elle enseigne également la littérature et fait de longs voyages à travers l'Europe.
Écrivaine, elle aborde tous les genres : d'abord auteur de récits autobiographiques, puis de livres documentaires, de pièces de théâtre et de poésie, elle écrit son premier roman, Station Victoria en 1989 ; il est récompensé par le Prix Bibliothèque pour tous et le Prix Alpes-Jura en 1990. En 1969, elle avait reçu l'Anti-Prix de la Radio suisse romande, en 1979 le Prix Schiller pour l'ensemble de son œuvre, le Prix culturel du canton de Zurich en 1981, le Prix Bourse littéraire de la ville de Zurich en 1988 et, enfin, en 1994, le Prix des auditeurs de la Première, ainsi que le Grand Prix vaudois de la création pour l'ensemble de son œuvre.
Elle représente, avec d’autres écrivaines comme Marie-Claire Dewarrat et Anne-Lise Grobéty, cette « génération de femmes qui avaient entre vingt et trente ans en 1968 et qui à l’époque de la deuxième vague de féminisme ont été amenées à se poser des questions concernant leurs choix et leurs libertés ».
Éclectique, Anne Cuneo partage son temps entre l'écriture, les expériences cinématographiques et théâtrales et la mise en onde de sujets pour la rédaction romande du Téléjournal. Le 17 août 2005, la Compagnie du Clédar crée au Sentier Naissance d'Hamlet, une pièce d'Anne Cuneo ; celle-ci publie Rencontres avec Hamlet, recueil de textes inspirés par la pièce de Shakespeare.
En avril 2022, la ville de Lausanne lui rend hommage en apposant une plaque commémorative à son nom sur un mur près du café Le Barbare.

## Publications
- 1967 : Gravé au diamant, réédité en 1968, 2011
- 1969 : Mortelle maladie, Éditions de l'Aire/Coopérative Rencontre
- 1970 : La Vermine (Fable) Éditions Cedips - récits
- 1972 : Poussière du réveil, Éditions Bertil Galland
- 1975 : Le Piano du pauvre, Éditions Bertil Galland
- 1976 : La Machine Fantaisie, Éditions Bertil Galland
- 1978 : Passage des Panoramas, Éditions Bertil Galland
- 1979 : Une cuillerée de bleu
- 1980 : Les Portes du jour, Portrait de l’auteur en femme ordinaire vol1, Éditions Bertil Galland
- 1982 : Les Portes du jour, Portrait de l’auteur en femme ordinaire vol2, Éditions Bertil Galland
- 1984 : Hôtel Vénus
- 1985 : Le Monde des forains
- 1987 : Benno Besson et Hamlet, Éditions Favre
- 1989 : Station Victoria, Bernard Campiche éditeur
- 1990 : Prague aux doigts de feu
- 1993 : Le Trajet d'une rivière, Prix des libraires 1995
- 1994 : La Flûte et les ratonneurs, Bernard Campiche éditeur
- 1995 : Au bas de mon rêve, Bernard Campiche éditeur, Poèmes
- 1996 : Objets de splendeur, Éditions Denoël
- 1998 : Âme de bronze
- 1999 : D'or et d'oublis
- 2000 : Le Sourire de Lisa
- 2002 : Le Maître de Garamond, Bernard Campiche éditeur
- 2004 : Hôtel des cœurs brisés, Bernard Campiche éditeur
- 2005 : Rencontres avec Hamlet, Bernard Campiche éditeur
- 2006 : Les Corbeaux sur nos plaines, Bernard Campiche éditeur
- 2006 : Lacunes de la mémoire, Bernard Campiche éditeur
- 2007 : Station Victoria, Bernard Campiche éditeur
- 2007 : Zaïda, Bernard Campiche éditeur
- 2008 : La Vermine, (Fable) Bernard Campiche éditeur
- 2011 : Un monde de mots - John Florio, traducteur, lexicographe, pédagogue, homme de lettres, Bernard Campiche éditeur
- 2013 : La Tempête des heures, Bernard Campiche éditeur
- 2014 : Gatti’s Variétés, Bernard Campiche éditeur

## Filmographie
- 1980 : Ciné-Journal au féminin, co-réalisé avec Anne Cunéo, Lucienne Lanaz, Erich Liebi et Urs Bolliger (1980)
- 1981 : When die City kommt, documentaire réalisé en collaboration avec Erich Liebi[8]
- 1996 : Francis Tregian, Gentleman et Musicien avec Patrick Ayrton
- 1998 : D'or et d'oubli, téléfilm
- 2006 : Opération Shakespeare à la Vallée de Joux, film documentaire

## Théâtre
- 1979 : Une Fenêtre sur le 9 novembre
- 1981 : L'Aigle de la Montagne noire

## Prix et nominations
- 1968 : L'Anti-Prix de la Radio Suisse Romande
- 1979 : Prix Schiller pour l'ensemble de son œuvre
- 1981 : Prix culturel du Canton de Zurich
- 1988 : Prix Bourse littéraire de la ville de Zurich
- 1990 : Prix Bibliothèques pour tous et Prix Alpes-Jura, pour Station Victoria
- 1990 : Prix Alpes-Jura
- 1994 : Prix des auditeurs de la RTS pour Le trajet d'une rivière[9]
- 1994 : Grand Prix de la Fondation vaudoise pour la culture
- 1995 : Prix des libraires et Prix littéraire Madame Europe pour Le Trajet d'une rivière
- 2008 : Nommée chevalier de l'ordre des Arts et des Lettres
- 2013 : Nommée commandeur de l'ordre national du Mérite